# Oliver Schwesinger
Oliver Schwesinger (* 25. August 1971)  ist ein deutscher Journalist und Moderator.

## Leben und Karriere
Schwesinger wuchs in Tostedt auf und machte dort 1992 sein Abitur. Anschließend leistete er seinen Zivildienst. Danach studierte er Sportwissenschaften, Englisch und Pädagogik an der Universität Hamburg. Parallel zu seinem Studium sammelte er bei einem Hamburger Stadtmagazin erste Erfahrungen in der Journalismusbranche in den Kategorien Politik, Musik und Sport. 
Er begann 1997 als freier Mitarbeiter bei ran auf Sat.1. Anschließend arbeitete Schwesinger als Redakteur bei der Bundesliga-Datenbank in München. Ab 2000 war er als fester Redakteur bei Produktionen des DSF (heute Sport1), von Premiere und der ARD tätig. Seit 2003 moderierte Schwesinger auf Sport1 die Sendungen Bundesliga aktuell, die Sport1 News und war Co-Moderator im Aushängeschild des Senders, dem Doppelpass. Daneben war er auch als Field-Reporter im Einsatz, berichtete vom Spielfeld aus direkt von Fußballspielen, meistens von der 2. Fußball-Bundesliga. Ende 2019 verließ er Sport1.
Schwesinger wohnt abwechselnd in München und Hamburg und spricht fließend Englisch.

## Trivia
Schwesinger ist sowohl Fan des Hamburger SV als auch des Stadtrivalen FC St. Pauli.